# Udvaskning
Man taler om udvaskning, når nedbørsmængden er så stor, at netto-vandbevægelsen i jorden er nedadgående. Derved flyttes de opløste salte nedad sammen med vandet, og slutresultatet bliver, at de øverste jordlag tømmes for de stoffer, som planterne har brug for.
Udvaskning finder kun sted i kølige egne med lav evapotranspiration (fordampning) eller i varme egne med store nedbørsmængder. Der kan også opstå udvaskningsproblemer i forbindelse med kunstvanding, hvis den tilførte vandmængde pr. arealenhed overstiger samme areals fordampningstab. I reglen er der dog for lidt vand til rådighed for det dyrkede areal, sådan at der opstår den modsatte virkning, nemlig at saltene føres med vandet opad og aflejres i jordoverfladen.
Den naturlige udvaskning har den uheldige bivirkning, at også kunstigt fremstillede stoffer (kunstgødning, bekæmpelsesmidler, kulbrinter osv.) bliver ført med vandet nedad. Det er årsagen til, at vores dybtliggende grundvand bliver forurenet med menneskeskabte gifte.